# تک‌افتاده

تک‌افتاده

در فیزیک، یک سیستم تک‌افتاده (یا منزوی یا ایزوله) به (الف) سیستم ترمودینامیکی‌ای می‌گویند که کاملاً با دیوارهایی پوشیده شده که اجازهٔ عبور هیچ انرژی یا ماده‌ای را نمی‌دهد (هرچند که ماده و انرژی می‌تواند درون سیستم حرکت کند)، یا (ب) سیستمی که بسیار دور از سیستم‌های دیگر است و هیچ برهم‌کنشی با آن‌ها ندارد (هر چند که می‌تواند نیروی گرانشی خودش را حس کند). سیستم‌های تک‌افتاده معمولاً نیروهای خارجی را حس نمی‌کنند.